# Roudný (Sedlčany)
Roudný (německy Raudny) je osada v okrese Příbram ve Středočeském kraji, která je součástí města Sedlčany. Leží ve dvou katastrálních územích: severovýchodní část s šesti domy v rozmezí čp. 14 – 27 náleží katastrálnímu území Sestrouň, kdežto jihozápadní část s devíti domy v rozmezí čp. 1312 - 1356 náleží katastrálnímu území Sedlčany. Červený se nachází 2 km severně od Sedlčan a asi 34 km severovýchodně od Příbrami.
Osadou prochází silnice II/105. Je zde registrováno 15 čísel popisných, v současnosti probíhá konstrukce dalších domů. V jižní části patřící městu Sedlčany jsou pojmenovány tři ulice: U Roudného, Ořechová a Jasanová. V severní části ulice pojmenovány nejsou.